# Université de Patras
L’université de Patras (grec moderne : Πανεπιστήμιο Πατρών) fut créée en 1964. C’est la troisième plus grande université de Grèce, en termes d'étudiants, de personnel de recherches et de nombre de départements. 
Elle est à l'origine située dans la ville de Patras en Grèce-Occidentale. Le nombre croissant d'étudiants a conduit à une décentralisation du campus au nord de la ville, près de la station balnéaire de Río (Grèce). Le campus abrite un centre de conférences, des musées & des collections d'Art ainsi qu'un hôpital universitaire. La vie étudiante y est prolifique, avec des équipements sportifs et des logements étudiants. L'université a reçu plusieurs distinctions honorifiques pour ses travaux de recherches et plusieurs de ses départements ont été déclarés « centres d'excellence » : elle joue un rôle important au sein de l'élaboration de projets européens de recherches compte tenu du haut degré de performance de ses laboratoires. Parmi les étudiants notables, on peut citer, entre autres, le poète Christos Laskaris , l'actrice populaire Marilita Lambropoulou et le scientifique Nikolaos Bourbakis.
L'université de Grèce-Occidentale est devenue en juin 2013 l'université de Patras : le campus universitaire d'Agrínio, situé à quatre-vingts kilomètres au nord de la ville, lui a été rattaché. Elle compte aujourd'hui plus de 35 000 étudiants de premier cycle et de troisième cycle et environ 800 étudiants et chercheurs.

## Nom et emblème

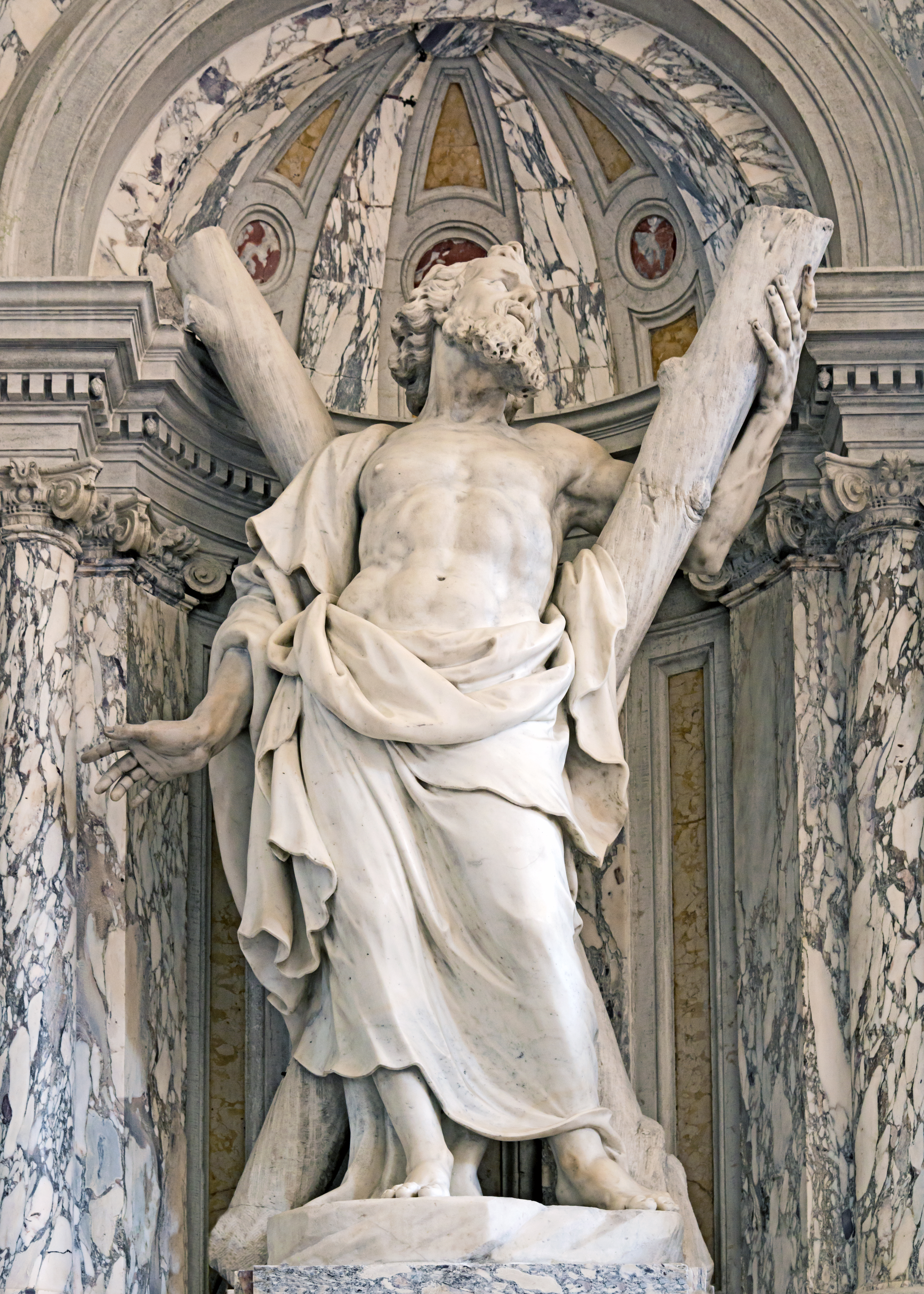
L'apôtre André est le saint patron de la ville de Patras et de l'université.

L'emblème de l'université est Saint-André depuis 1996, celui-ci étant ni plus ni moins le Saint patron de la ville. La croix de saint André est d'ailleurs le symbole qui figure sur l'emblème de l'université.

## Historique
L'université de Patras est créée le 11 novembre 1964 par le décret-loi 4425 en tant qu'entité de droit public autonome sous la supervision de l'État (ministère de l'Éducation du gouvernement de Grèce) dans le cadre du programme de développement administratif du pays. Cette création répond à plusieurs objectifs :
- L'enseignement et la recherche de sujets liés au développement économique et social de la Grèce en mettant l'accent sur la science, la technologie, l'économie et les sciences sociales ;
- La formation de ressources scientifiques et techniques spécialisées pour répondre aux besoins du pays.
- La diminution de la tendance des étudiants grecs à partir à l'étranger.
- Attirer des scientifiques et des professeurs  vers des carrières dans les universités grecques.

Elle est inaugurée solennellement le 30 novembre 1966, fête de l'apôtre André. 
Elle est initialement construite à l'intérieur même de la ville de Patras mais le nombre croissant d'étudiants et de chercheurs oblige la municipalité et le ministère à la transférer sur la commune limitrophe de Río. Elle s'étend sur 4,5 km2 ce qui en fait la plus vaste du pays. En Juin 2013, l'université de Grèce-Occidentale est rattachée à l'université de Patras, qui compte désormais un campus à Río et un second à Agrínio. 
L'université est un pôle de recherche scientifique important en ce qui concerne l'environnement, la santé, la biotechnologie, la mécanique, l'électronique, l'informatique et les sciences naturelles.

## Départements de recherche et d'enseignement
L'université se compose de 8 écoles,  37 départements universitaires. 

### École des sciences économiques

#### Sciences économiques
- Affaires et management
- Économie et économétrie
- Tourisme et développement solidaire

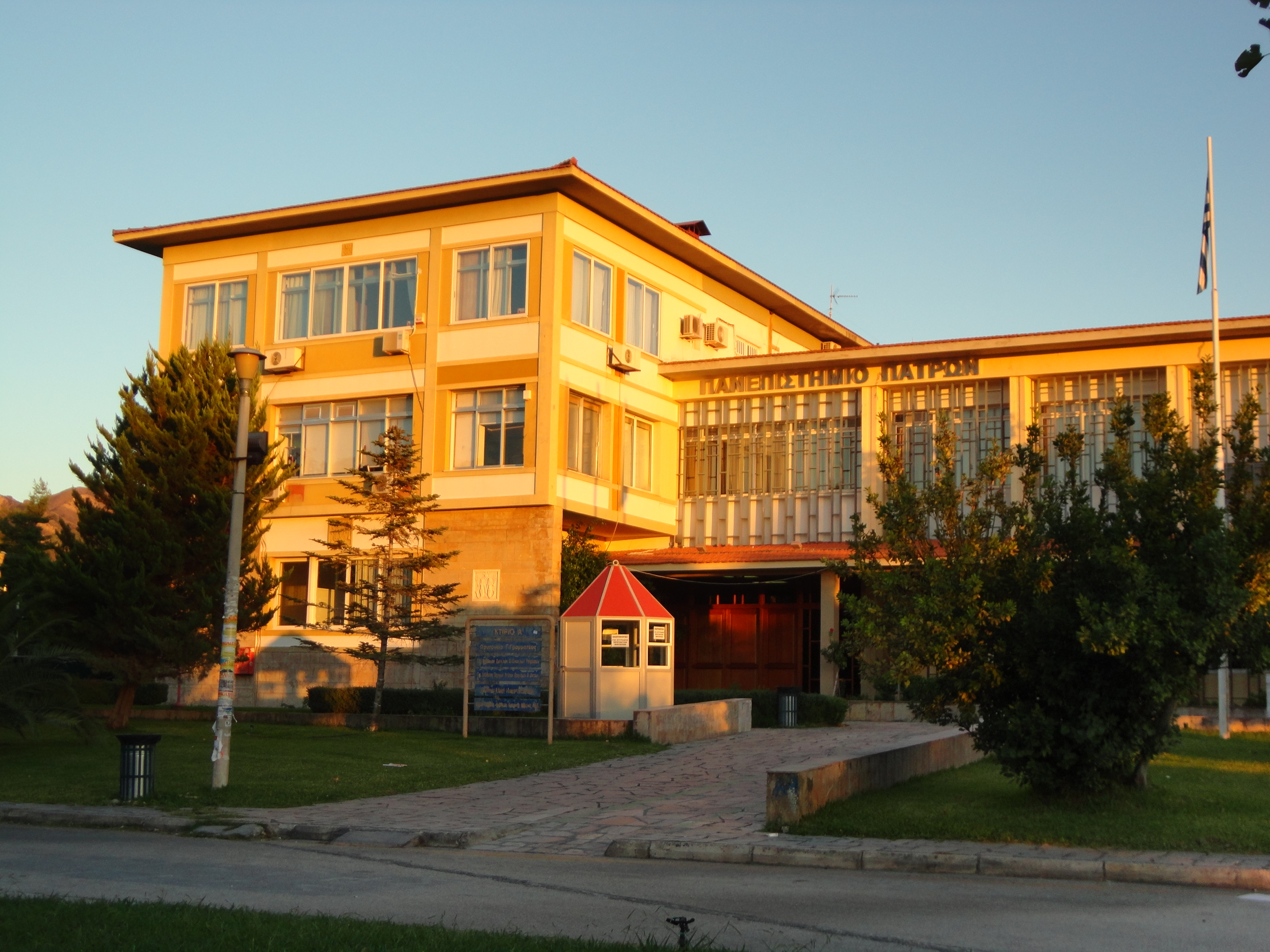
Bâtiment de l'administration de l'université.

### École des humanités

#### Arts
- Architecture
- Spectacle vivant, théâtre, beaux-arts et art contemporain
- Design

#### Belles-lettres
- Philosophie et philologie
- Littérature

#### Histoire
- Archéologie
- Histoire : département d'Antiquité, département du Moyen Âge, département de la Renaissance, département de l'Époque moderne, département d'histoire contemporaine

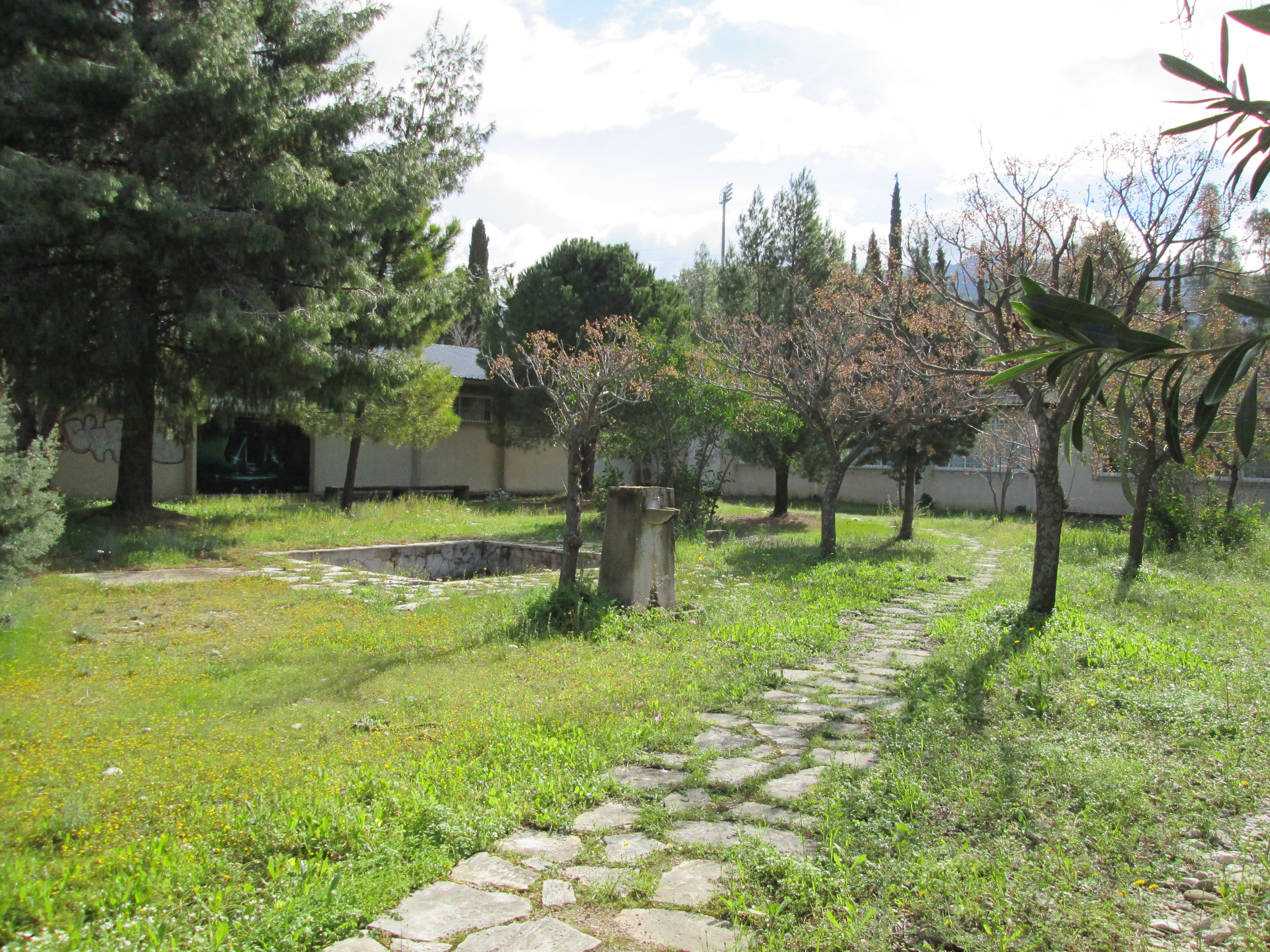
Jardin sur le campus.

- Muséologie
- Théologie

#### Sciences de l'éducation, sciences comportementales et sociologie
- Éducation
- Sciences de la communication, études des médias
- Sciences humaines et sociales
- Linguistique et langage

### École des sciences appliquées

#### Sciences appliquées
- Mathématiques et statistique
- Physique & astronomie
- Chimie

#### Sciences de l'ingénieur et technologie
- Emblème de la faculté de technologie et d'informatique.Aérospatiale et mécanique

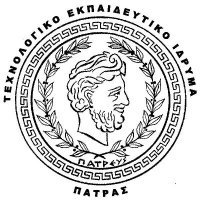
Emblème de la faculté de technologie et d'informatique.

- Ingénierie civile, ingénierie chimiste et ingénierie électronique
- Informatique

### École de santé et de médecine

#### Médecine et santé
- Santé publique et médecine
- Chirurgien-dentiste
- Physiothérapie

### École des sciences naturelles et agricoles

#### Sciences naturelles
- Géologie, sciences naturelles, sciences de la Terre, sciences de la mer
- Biologie moléculaire, biologie

#### Sciences agricoles et agronomiques
- Agriculture biologique
- Agronomie
- Agrochimie
- Alimentation

## Recherches

Entrée de l'hôpital général régional universitaire et de la faculté de médecine.

L'université de Patras compte 161 laboratoires de recherche. Elle participe à plusieurs programmes européens de recherche sous tutelle du Gouvernement, notamment : le European Strategic Program on Research in Information Technology, Eureca, RACE, LRE, BIOMED, Copernicus, etc. Près de 2 700 projets de recherche ont été financés tant par l'État que par l'Union européenne. 

## Campus

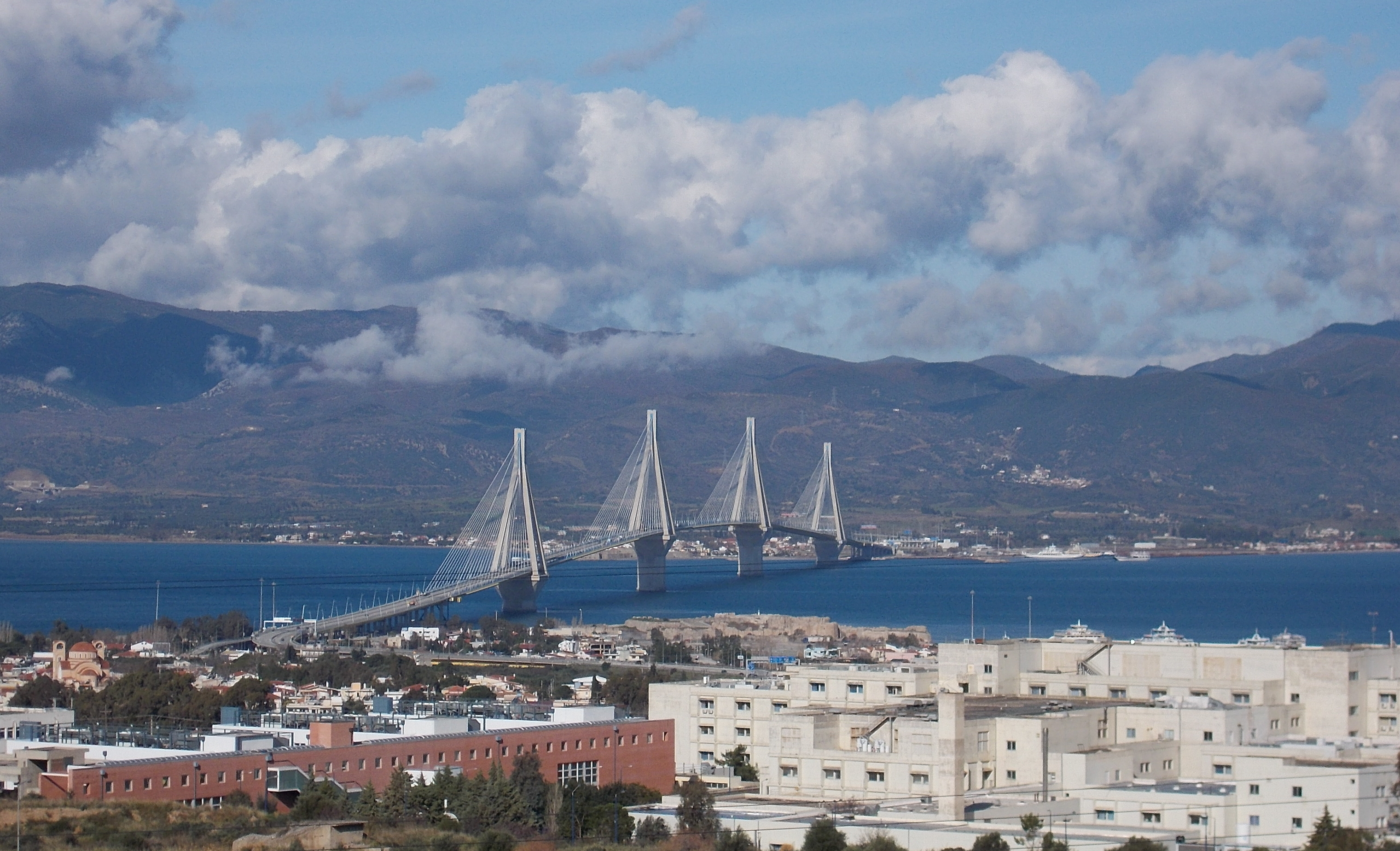
À gauche, le pont Rion-Antirion et à droite, les bâtiments de l'hôpital et de l'École de médecine.

L'université compte deux campus : celui de Patras (ville de Río) et celui d'Agrínio. 

### Campus de Patras - Río

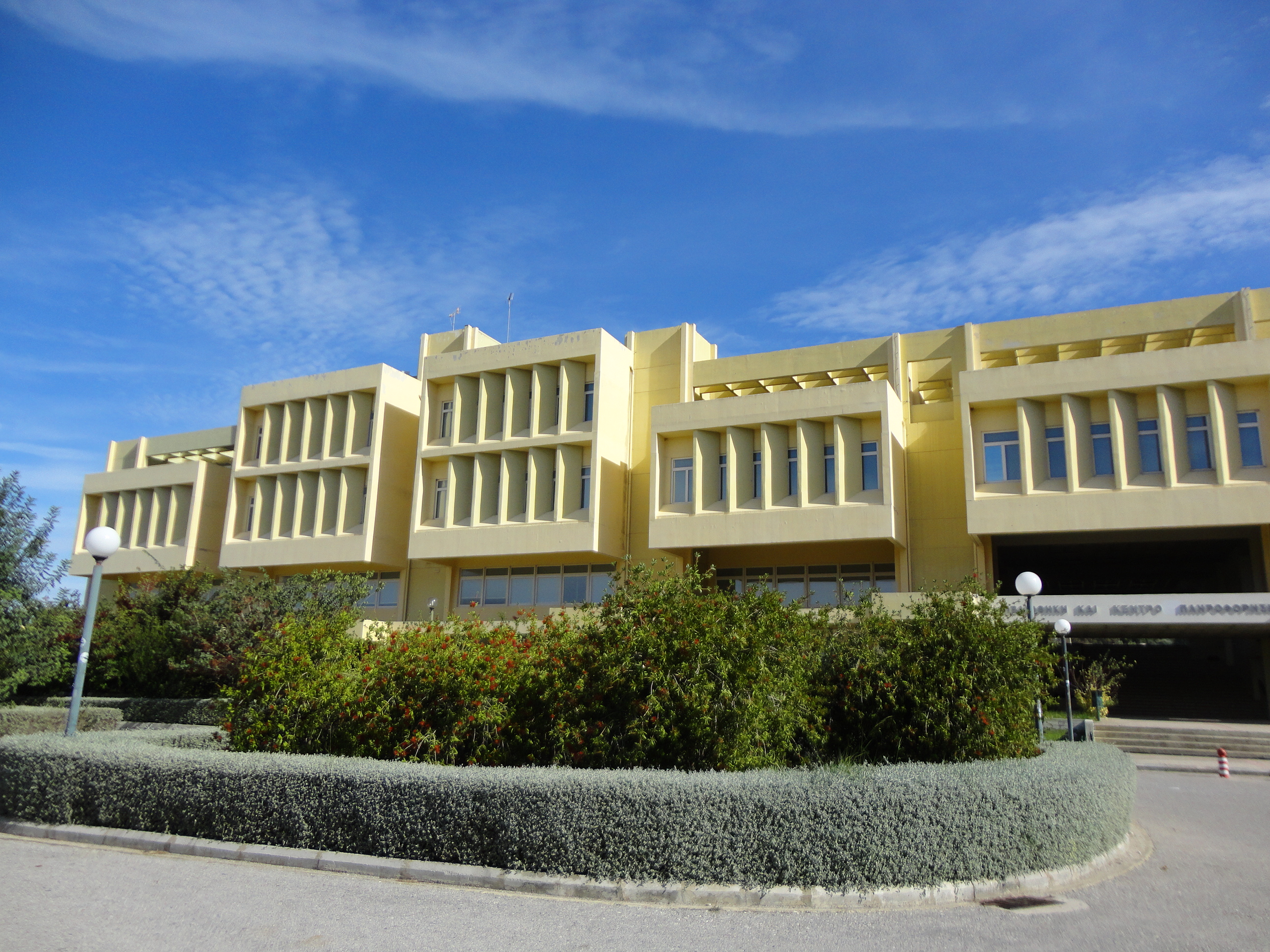
La bibliothèque universitaire.

Le campus de Patras est situé à proximité de l'hôpital général régional universitaire de Patras (Πανεπιστημιακό Γενικό Νοσοκομείο Πατρών) sur la commune limitrophe de Río. Le campus est construit au pied du Mont Panachaïkó (Παναχαϊκό) avec une vue sur le golfe de Corinthe et les montagnes de Grèce-Centrale. L'École de médecine est à côté de l'hôpital général régional universitaire, dont l'entrée principale se trouve sur l'avenue Hippocrate, en face du parc Irène-de-Grèce. Quatre entrées sont possibles pour accéder aux autres facultés : la porte Platon, la porte Dionýsios Solomós (accès principal par l'avenue Geórgios Papandréou pour l'École d'histoire), la porte Georges Séféris et la porte Yánnis Rítsos. Le rectorat se trouve Avenue Odysséas Elýtis, tout comme le siège de la radio étudiante UPFM. Les équipements sportifs sont situés au sud-est du campus. 
Le musée des Techniques est adjacent à la faculté d'histoire et à celle des humanités tandis que celui de zoologie est proche de la faculté de sciences appliquées. On y trouve également quatre restaurants universitaires, six cafés (Octagon, Coffe Island, Au Parc d'Irène, Caffexpresso, Angel's Coffee, Magola) et deux églises orthodoxes (Ιερός Ναός Τριών Ιεραρχών, église des Trois Hiérarques et Εκκλησία Παναγία Η Βοήθεια, église Notre-Dame-du-Bon-Secours non loin de l'hôpital général) et deux bibliothèques : celle de philologie (Σπουδαστήριο Φιλολογίας) et la bibliothèque centrale (Βιβλιοθήκη & Κέντρο Πληροφόρησης) avec plusieurs annexes. En outre, le campus dispose d'une pharmacie et de plusieurs distributeurs de billets (Alpha Bank, Piraeus Bank). La gare de Kastelocampos est située à 1,6 km de l'université (17 minutes à pied) et permet de rejoindre facilement le centre-ville de Patras. 
Trois nouveaux bâtiments sont actuellement en construction : un bâtiment du département du génie informatique, du département d'économie et du département de médecine.

### Campus de Patras - Agrínio[1]
Le campus d'Agrínio, certes de taille plus modeste, est consacré à l'environnement. Le département du génie de l'environnement a été créé en 1998 et a pris son nom actuel en mai 2019 par la loi 4610/2019 du Gouvernement, dénommé jusqu'alors sous le nom de département de la gestion de l'environnement et des ressources naturelles (Τμήμα Περιβάλλοντος και Διαχείρισης Φυσικών Πόρων). L'objectif du département est d'offrir une formation complète de premier et troisième cycle en sciences de l'ingénierie de l'environnement et ainsi de fournir un programme qui répond aux développement internationaux dans le domaine des sciences et technologies environnementales. Le département est situé au sud de la commune d'Agrínio, dans deux bâtiments d'une superficie totale de 4 500 km2. Il y a 90 salles de classe, huit ateliers, une salle de conférence, un amphithéâtre de 220 m2, un restaurant universitaire et une bibliothèque centrale qui compte quelque 8 500 livres et 80 revues de sciences environnementales.